# Фернандінью
Ферна́ндо Лу́їс Ро́за (порт. Fernando Luiz Rosa), знаніший як Фернандінью (порт. Fernandinho; нар. 4 травня 1985, Лондрина, Бразилія) — бразильський футболіст, центральний захисник клубу «Атлетіку Паранаенсі» та національної збірної Бразилії

## Клубна кар'єра

### Атлетіко Паранаенсе
Вихованець «Атлетіко Паранаенсе». Найкращий гравець юнацького чемпіонату штату Парана 2002 року. У чемпіонаті Бразилії провів 72 гри, забив 14 голів. Кубку Лібертадорес — 9 ігор, 1 гол.

### Шахтар

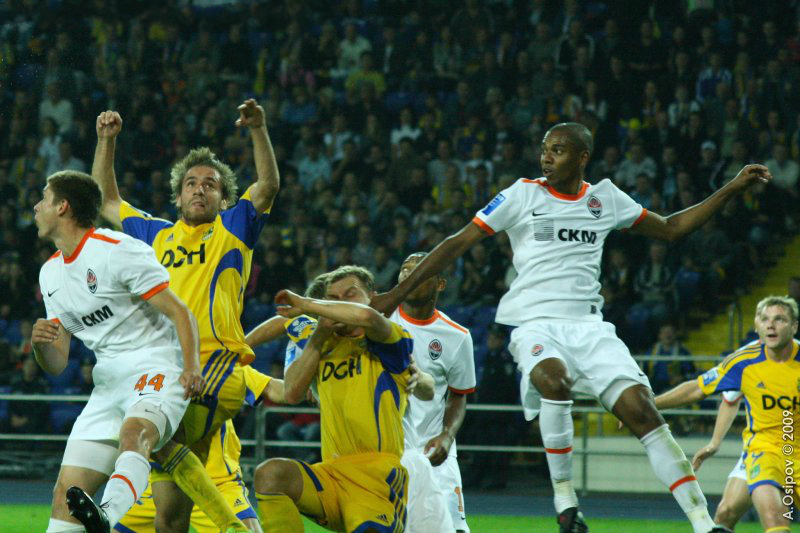
У грі за «Шахтар» 2009 року

У липні 2005 року за 7,8 млн євро перейшов в донецький «Шахтар». У «Шахтарі» дебютував 30 липня 2005 року в матчі з «Кривбасом» (1:0). Зіграв велику роль у перемозі гірників у національній першості сезону 2005/06. Крім того, Фернандінью вразив ворота «Легії» в матчі третього відбіркового раунду Ліги чемпіонів.
Після скандального відходу Франселіну Матузалема влітку 2007 року, Фернандінью став одним з лідерів команди. Він був визнаний найкращим гравцем Чемпіонату України сезону 2007—2008 рр., коли «Шахтар» оформив «золотий дубль», вигравши національну першість та кубок країни. Великий внесок Фернандінью зробив і в перемогу «Шахтаря» в Кубку УЄФА в сезоні 2008—2009 рр. У єврокубкових матчах того сезону Фернандінью розписався у воротах суперника 6 разів, у тому числі й у воротах київського «Динамо» в першому півфінальному матчі Кубка УЄФА.
У складі «гірників» шість разів здобував титули чемпіона України (у 2006, 2008, 2010, 2011, 2012 і 2013 роках), а також чотири рази став володарем Кубка України (у 2008, 2011, 2012 і 2013 роках) та тричі Суперкубка України (у 2008, 2010 і 2012 роках).

### Манчестер Сіті
6 червня 2013 року була досягнута домовленість про перехід Фернандінью до «Манчестер Сіті». Сума трансферу склала 40 млн євро. Цей трансфер став рекордним для донеччан.
У своєму першому сезоні в Англії відразу ж став гравцем основного складу і допоміг команді здобути другий в її історії титул чемпіонів Англії. Відтоді залишався ключовим півзахисником одного з лідерів англійської футбольної першості. В сезоні 2017/18 здобув свій другий титул чемпіона країни.

## Збірна
Грав за збірні Бразилії U-18 і U-20. У складі молодіжної збірної Бразилії (U-20) у 2003 році став чемпіоном світу серед однолітків, забив вирішальний м'яч у фіналі.
У збірній Бразилії Фернандінью дебютував 10 серпня 2011 року в товариському матчі проти збірної Німеччини, що завершився перемогою німців з рахунком 3:2. Фернандінью вийшов у стартовому складі та був замінений на 69-й хвилині. У своєму другому матчі, 5 вересня 2011 року, Фернандінью віддав гольовий пас на Леандро Даміана, а Бразилія перемогла Гану 1:0.
2014 року був учасником домашнього для бразильців чемпіонату світу. Дебютував на турнірі в завершальній грі групового етапу проти збірної Камеруну, вийшовши на заміну на другий тайм і забивши гол наприкінці зустрічі, що завершилася для його команди перемогою 4:1. На стадії плей-оф вже почав включатися до стартового складу господарів турніру, зокрема розпочинав на полі півфінальну гру проти збірної Німеччини, яка завершилася розгромною поразкою команди Фернандінью з рахунком 1:7. Був замінений у перерві тієї гри, коли бразильці вже поступалися 0:5. Згодом також брав участь й у програному нідерландцям з рахунком 0:3 матчі за третє місце. Тоді навпаки вийшов на заміну у перерві у намаганні пожвавити гру бразильців, які вже поступалися 0:2 після першого тайму.
Був учасником Кубка Америки 2015 року, де взяв участь у всіх чотирьох матчах збірної на турнірі, що завершився для неї поразкою на стадії чвертьфіналів від Парагваю.
У травні 2018 року був включений до заявки збірної Бразилії для участі у своїй другій світовій першості — тогорічному чемпіонаті світу. 
| Дата       | Місто                       | Господарі | Результат          | Гості                | Турнір                          | Голи | Примітки |
| ---------- | --------------------------- | --------- | ------------------ | -------------------- | ------------------------------- | ---- | -------- |
| 10-8-2011  | Штутгарт                    | Німеччина | 3 – 2              | Бразилія             | товариський матч                | -    | 70'      |
| 5-9-2011   | Лондон                      | Бразилія  | 1 – 0              | Гана                 | товариський матч                | -    | 46'      |
| 12-10-2011 | Торреон                     | Мексика   | 1 – 2              | Бразилія             | товариський матч                | -    |          |
| 14-11-2011 | Ер-Райян (муніципалітет)    | Бразилія  | 2 – 0              | Єгипет               | товариський матч                | -    | 76'      |
| 28-2-2012  | Санкт-Галлен                | Бразилія  | 2 – 1              | Боснія і Герцеговина | товариський матч                | -    |          |
| 5-3-2014   | Йоганнесбург                | ПАР       | 0 – 5              | Бразилія             | товариський матч                | 1    |          |
| 6-6-2014   | Сан-Паулу                   | Бразилія  | 1 – 0              | Сербія               | товариський матч                | -    | 65'      |
| 23-6-2014  | Бразиліа                    | Камерун   | 1 – 4              | Бразилія             | ЧС 2014 - 1-й етап              | 1    | 46'      |
| 28-6-2014  | Белу-Оризонті               | Бразилія  | 1 – 1              | Чилі                 | ЧС 2014 - 1/8 фіналу            | -    | 72'      |
| 4-7-2014   | Форталеза                   | Бразилія  | 2 – 1              | Колумбія             | ЧС 2014 - чвертьфінал           | -    |          |
| 8-7-2014   | Белу-Оризонті               | Бразилія  | 1 – 7              | Німеччина            | ЧС 2014 - півфінал              | -    | 46'      |
| 12-7-2014  | Бразиліа                    | Бразилія  | 0 – 3              | Нідерланди           | ЧС 2014 - гра за третє місце    | -    | 46' 54'  |
| 5-9-2014   | Маямі-Ґарденс               | Бразилія  | 1 – 0              | Колумбія             | товариський матч                | -    | 46'      |
| 9-9-2014   | Іст-Ратерфорд               | Бразилія  | 1 – 0              | Еквадор              | товариський матч                | -    | 74'      |
| 12-11-2014 | Стамбул                     | Туреччина | 0 – 4              | Бразилія             | товариський матч                | -    | 73'      |
| 18-11-2014 | Відень                      | Австрія   | 1 – 2              | Бразилія             | товариський матч                | -    | 82'      |
| 26-3-2015  | Сен-Дені                    | Франція   | 1 – 3              | Бразилія             | товариський матч                | -    | 90'      |
| 29-3-2015  | Лондон                      | Бразилія  | 1 – 0              | Чилі                 | товариський матч                | -    | 84'      |
| 7-6-2015   | Сан-Паулу                   | Бразилія  | 2 – 0              | Мексика              | товариський матч                | -    |          |
| 10-6-2015  | Порту-Алегрі                | Бразилія  | 1 – 0              | Гондурас             | товариський матч                | -    |          |
| 14-6-2015  | Темуко                      | Бразилія  | 2 – 1              | Перу                 | Копа Америка 2015 - 1-й етап    | -    |          |
| 17-6-2015  | Сантьяго                    | Бразилія  | 0 – 1              | Колумбія             | Копа Америка 2015 - 1-й етап    | -    | 33'      |
| 21-6-2015  | Сантьяго                    | Бразилія  | 2 – 1              | Венесуела            | Копа Америка 2015 - 1-й етап    | -    |          |
| 27-6-2015  | Консепсьйон                 | Бразилія  | 1 – 1 (3 – 4 п.п.) | Парагвай             | Копа Америка 2015 - чвертьфінал | -    |          |
| 5-9-2015   | Гаррісон                    | Бразилія  | 1 – 0              | Коста-Рика           | товариський матч                | -    | 74'      |
| 8-9-2015   | Фоксборо (Массачусетс)      | США       | 1 – 4              | Бразилія             | товариський матч                | -    | 65'      |
| 17-11-2015 | Сальвадор                   | Бразилія  | 3 – 0              | Перу                 | Відбір до ЧС 2018               | -    | 78'      |
| 25-3-2016  | Ресіфі                      | Бразилія  | 2 – 2              | Уругвай              | Відбір до ЧС 2018               | -    | 66'      |
| 29-3-2016  | Асунсьйон                   | Парагвай  | 2 – 2              | Бразилія             | Відбір до ЧС 2018               | -    | 46'      |
| 6-10-2016  | Натал (Ріу-Гранді-ду-Норті) | Бразилія  | 5 – 0              | Болівія              | Відбір до ЧС 2018               | -    |          |
| 11-10-2016 | Мерида                      | Венесуела | 0 – 2              | Бразилія             | товариський матч                | -    |          |
| 10-11-2016 | Белу-Оризонті               | Бразилія  | 3 – 0              | Аргентина            | Відбір до ЧС 2018               | -    | 6'       |
| 15-11-2016 | Ліма                        | Перу      | 0 – 2              | Бразилія             | Відбір до ЧС 2018               | -    | кап.     |
| 23-3-2017  | Монтевідео                  | Уругвай   | 1 – 4              | Бразилія             | Відбір до ЧС 2018               | .    | 82'      |
| 9-6-2017   | Мельбурн                    | Бразилія  | 0 – 1              | Аргентина            | Відбір до ЧС 2018               | -    |          |
| 13-6-2017  | Мельбурн                    | Австралія | 0 – 4              | Бразилія             | товариський матч                | -    | 73'      |
| 5-9-2017   | Барранкілья                 | Колумбія  | 1 – 1              | Бразилія             | Відбір до ЧС 2018               | -    |          |
| 5-10-2017  | Ла-Пас                      | Болівія   | 0 – 0              | Бразилія             | Відбір до ЧС 2018               | -    | 82'      |
| 10-10-2017 | Сан-Паулу                   | Бразилія  | 3 – 0              | Чилі                 | Відбір до ЧС 2018               | -    | 82'      |
| 10-11-2017 | Лілль                       | Японія    | 1 – 3              | Бразилія             | товариський матч                | -    |          |
| 14-11-2017 | Лондон                      | Англія    | 0 – 0              | Бразилія             | товариський матч                | -    | 68'      |
| 27-3-2018  | Берлін                      | Німеччина | 0 – 1              | Бразилія             | товариський матч                | -    |          |
| Усього     |                             | Матчів    | 42                 |                      | Голів                           | 2    |          |

## Досягнення

### Клуб
Атлетіку Паранаенсе
- Кубок Лібертадорес: Фіналіст: 2005

Шахтар
- Чемпіон України: 2005-06, 2007-08, 2009-10, 2010-11, 2011-12, 2012-13
- Володар кубка України: 2007-08, 2010-11, 2011-12, 2012-13
- Володар Суперкубка України: 2008, 2010, 2012
- Володар Кубка УЄФА 2008-09

Манчестер Сіті
- Прем'єр-ліга: 2013-14, 2017-18, 2018-19, 2020-21
- Кубок Футбольної ліги: 2013-14, 2015-16, 2017-18, 2018-19, 2019-20, 2020-21
- Володар Суперкубка Англії: 2018, 2019
- Володар Кубка Англії: 2018-19

### Збірна
Бразилія
- Молодіжний чемпіонат світу з футболу: 2003
- Переможець Кубка Америки: 2019

### Особисті
- «Шахтар» (Донецьк): Гравець сезону 2007-08
- Найкращий гравець УПЛ: 2007-08[4]
- WhoScored.com Прем'єр-ліга Newcomers XI: 2013-14[5]